# ثلاسيميا
الثلاسيميا (بالإنجليزية: Thalassemia) هي اضطرابات دم موروثة تتميز بإنخفاض إنتاج الهيموجلوبين. تعتمد الأعراض على النوع ويمكن أن تختلف من لا شيء إلى شديدة. غالبًا ما يكون هناك فقر دم خفيف إلى شديد (انخفاض في خلايا دم حمراء أو الهيموجلوبين). يمكن أن يؤدي فقر الدم إلى الشعور بالتعب وشحوب الجلد. قد تكون هناك أيضًا مشاكل في العظام، تضخم الطحال، اصفرار الجلد. قد يحدث تأخر النمو لدى الأطفال.
الثلاسيميا هي اضطرابات جينية موروثة من والدي الشخص. هناك نوعان رئيسيان، ألفا ثلاسيميا وبيتا ثلاسيميا. تعتمد شدة ثلاسيميا ألفا وبيتا على عدد الجينات الأربعة المفقودة من جينات ألفا غلوبين أو اثنين من جينات بيتا غلوبين. يتم التشخيص عادةً عن طريق اختبارات الدم بما في ذلك تعداد الدم الكامل، اختبارات الهيموجلوبين الخاصة، والاختبارات الجينية. قد يحدث التشخيص قبل الولادة من خلال اختبار ما قبل الولادة.
يعتمد العلاج على النوع والشدة. غالبًا ما يشمل علاج أولئك الذين يعانون من مرض أكثر حدة عمليات نقل الدم بانتظام، استخلاب الحديد وحمض الفوليك. يمكن إجراء استخلاب الحديد باستخدام ديفيروكسامين، ديفيراسيروس أو ديفيريبرون. في بعض الأحيان، قد تكون عملية زرع نخاع العظم خيارًا. قد تشمل المضاعفات زيادة الحديد من عمليات نقل الدم مع أمراض القلب أو الكبد الناتجة، العدوى، وهشاشة العظام. إذا أصبح الطحال متضخمًا بشكل مفرط، يلزم استئصال جراحي. يمكن لمرضى الثلاسيميا الذين لا يستجيبون جيدًا لعمليات نقل الدم أن يأخذوا هيدروكسي يوريا أو ثاليدومايد، وأحيانًا مزيج من الاثنين معًا. هيدروكسي يوريا هو الدواء الوحيد المعتمد من إدارة الأغذية والعقاقير للثلاسيميا. المرضى الذين تناولوا 10 ملغ/كج من هيدروكسي يوريا كل يوم لمدة عام كان لديهم مستويات هيموجلوبين أعلى بشكل ملحوظ، وكان علاجًا جيدًا للمرضى الذين لم يستجيبوا بشكل جيد لعمليات نقل الدم. يتضمن محفز الهيموجلوبين الآخر الثاليدوميد، على الرغم من أنه لم يتم اختباره في بيئة سريرية.
اعتبارًا من عام 2015، يصاب حوالي 280 مليون شخص بالثلاسيميا، مع وجود حوالي 439000 مصاب بمرض حاد. وهو أكثر شيوعًا بين الأشخاص من أصل إيطالي، يوناني، تركي، شرق أوسطي، جنوب آسيوي، وأفريقي. لدى الذكور والإناث معدلات إصابة متشابهة. نتج عن ذلك 16800 حالة وفاة في عام 2015، بانخفاض عن 36000 حالة وفاة في عام 1990. أولئك الذين يعانون من درجات طفيفة من الثلاسيميا، على غرار أولئك الذين لديهم سمة الخلايا المنجلية، لديهم بعض الحماية ضد الملاريا، مما يفسر سبب كونهم أكثر شيوعا في مناطق العالم التي توجد فيها الملاريا.

## انتشار المرض

إنتشار الثلاسيميا حول دول العالم

مرض الثلاسيميا ينتشر بشكل أكبر في حوض البحر الأبيض المتوسط، أيضًا ينتشر في جميع أنحاء العالم. لذلك السبب يطلق عليه أيضًا فقر دم البحر الأبيض المتوسط.

## تاريخ المرض
وهو من الأمراض المعروفة منذ القدم في هذه المنطقة، وقد تم اكتشاف هذا المرض على يد الطبيب كولي عام 1925 عندما تم تشخيص حالات لمرضى يعانون من فقر دم شديد، ومجموعة أعراض لتشوهات العظام وموت المصاب في نهاية المطاف.
```
ويقسم مرض الثلاسيميا إلى أنواع أهمها، ثلاسيميا ألفا وثلاسيميا بيتا، اعتمادا على موقع الخلل، إن كان في المورث المسؤول عن تصنيع السلسلة البروتينية ألفا في 
خضاب الدم
 «الهموجلوبين» أو بيتا على التوالي. ومن المعروف أن هنالك عدة مئات من الطفرات الوراثية المتسببة بالمرض. والتقاء المورثين المعتلين من نوع بيتا يؤدي إلى ظهور المرض، بينما، لوجود أربع مورثات مسؤولة عن تصنيع سلسلة ألفا، فإن الحاجة تكون لوجود اعتلال في ثلاث من هذه 
المورثات
، أو اعتلال 
المورثات
 الأربع كلها لظهور الأعراض. كما وتوجد أنواع أخرى من الثلاسيميا مثل نوع دلتا.
```

ينتقل مرض الثلاسيميا بالوراثة من الآباء إلى الأبناء. فإذا كان أحد الوالدين حاملا للمرض أو مصابا به، فمن الممكن أن ينتقل إلى بعض الأبناء بصورته البسيطة (أي يصبحون حاملين للمرض). أما إذا صدف وأن كان كلا الوالدين يحملان المرض أو مصابين به، فإن هناك احتمالا بنسبة 25% أن يولد طفل مصاب بالمرض بصورته الشديدة.
وكنتيجة لهذا يقسم الأشخاص المصابين إلى قسمين:
1.	نوع يكون الشخص فيه حاملا للمرض ولا تظهر عليه أعراضه، أو قد تظهر عليه أعراض فقر دم بشكل بسيط، ويكون قادرا على نقل المرض لأبنائه.
2.	ونوع يكون فيه الشخص مصابا بالمرض، وتظهر عليه أعراض واضحة للمرض منذ الصغر.
يعتبر المرض ذو وراثة صبغية جسدية متنحية، ولذلك يولد المصاب بمرض الثلاسيميا نتيجة الزواج بين اثنين هما كلاهما حاملين للمرض. في بعض الأحيان، الحامل للمرض لا تظهر عليه أي أعراض ظاهرة ولكن يمكن تشخيصه بالتحاليل الطبية.

## أنواع الثلاسيميا
- الالفا ثلاسيما
- البيتا ثلاسيميا
- دلتا ثلاسيميا

مريض الثلاسيميا يحتاج إلى نقل متكرر للدم (من 3 إلى 4 أسابيع) وطوال عمر المريض
ينتج عن تكرار نقل الدم مشاكل كثيرة أهمها:

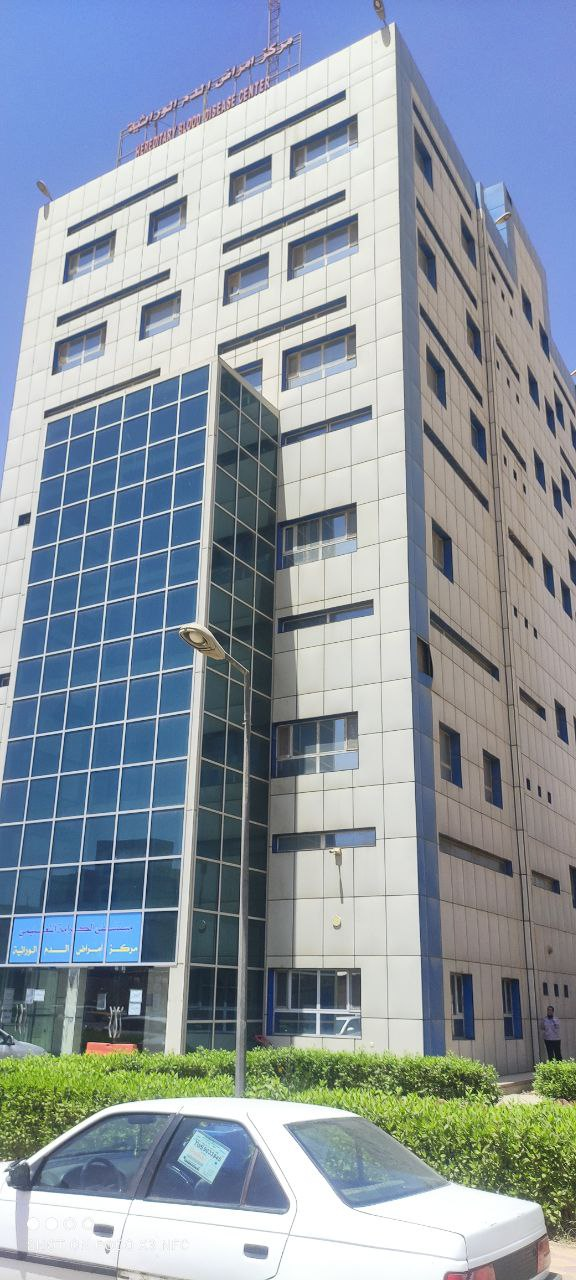
مركز الثلاسيميا - مستشفى الكرامة التعليمي - العراق

- زيادة نسبة الحديد في الجسم
- هشاشة في العظام
- مركز الثلاسيميا - مستشفى الكرامة التعليمي - العراقضعف عام في الجسم
- تأخر البلوغ
- تغير في شكل عظام الوجه والفكين
- يرقان

## أنواع المرض

### الثلاسيميا الكبرى
لها نوعان:
- نوع يعتمد على نقل الدم
- نوع لا يعتمد كليآ على نقل الدم ويسمى بالثلاسيميا الوسطى

### الثلاسيميا الصغرى / سمة الثلاسيميا
تظهر أعراض الثلاسيميا على الطفل المصاب أعراض فقر الدم ابتداء من عمر 3-6 أشهر حيث يصاب بــ:
- الشحوب والإصفرار
- تقل شهيته للطعام.
- التوتر وقلة النوم.
- الاستفراغ والقيء
- الإسهال
- التعرض المتكرر للالتهابات.
- تضخم واضح في الطحال والبطن.
- صعوبة في الرضاعة.
- فقر دم حاد

## العلاج
1. نقل الدم بشكل شهري للحفاظ على هموجلوبين الدم بمستويات طبيعية.
2. تناول يومي للدواء مثل حبوب L1 أو حقن ديسفرال تحت الجلد لإزالة الحديد الزائد في الجسم قبل أن يتسرب في أجزاء مختلفة من الجسم

وهناك علاج آخر جديد بديل للديسفرال يأخذ عن طريق الفم وهو عباره عن أقراص تذاب في الماء تأخذ مره واحدة يوميًا
اسمه ExJade أو ايكسجيد.
1. في حالة تضخم الطحال الشديد يتم استئصاله.
2. فيتامين الفوليك أسيد (vitamin B9) لإنتاج كريات الدم الحمراء.
3. العلاج الجيني وهو العلاج المستقبلي للثلاسيميا.

## خطر إهمال العلاج
1. فقر دم شديد ومزمن.
2. تشوهات مستقبلية في عظام الرأس خاصة وسائر عظام جسمه عموما وترقق في العظام
3. تأخر نموه الجسدي والعقلي وتأخر في البلوغ
4. تضخم الكبد والطحال ممّا يسبب تضخم عام في بطنه.
5. مشاكل في الأسنان.
6. ضعف في المناعة

## الثلاسيميا الصغرى أو سمة الثلاسيميا
المصاب بها في الغالب لا يعاني من أي أعراض أو تكون الأعراض خفيفة جداً مثل فقر دم خفيف،
ويتم تشخيص الحالة بإجراء فحص روتيني للدم يظهر انخفاضاً في كريات الدم الحمراء،
تكمن أهمية تشخيص المرض للمساعدة في تحديد خطورة انتقال الثلاسيميا الكبرى للأطفال عند الزواج وينصح المصاب بالثلاسيميا الصغرى ذكر أو أنثى
بعدم الزواج من شخص مصاب بثلاسيميا كبرى أو صغرى لأن احتمال إصابة الأبناء بالثلاسيميا الكبرى عالي جداً

## التشخيص
عن طريق الفحص المخبري الخاص والمعروف بالفصل الكهربائي للهيموغلوبين.
الطرق الوقائية لهذا النوع:
1. عدم تناول حبوب الحديد أو الفيتامينات التي تحتوي على الحديد لعلاج فقر الدم إلا بعد استشارة الطبيب.
2. تناول فيتامين الفوليك أسيد عند الشعور بالتعب والإرهاق.
3. عدم الزواج من شخص يحمل هو أيضا جين سمة التلاسيميا وذلك تفاديا لإنجاب أطفال مرضى بالتلاسيميا الكبرى.
4. متابعة دقيقة للمرأة التي تحمل سمة التلاسيميا طوال فترة الحمل.

## نقل المرض للأطفال

المخطط الوراثي المحتمل من الزواج

كما ذكرنا سابقآ فإن الشخص الحامل لجين (السمة) ليس مصابآ بالمرض وهو غير مريض ولن يظهر عليه فيما بعد، ولكن هناك احتمالية لنقل هذا الجين (السمة) لاطفالهم في المستقبل عن طريق الاحتمالات التالية:
كيفية انتقال التلاسيميا بالوراثة:
1-إن زاوج شخص يحمل سمة الثلاسيميا (التلاسميا الصغرى) من شخص سليم فإن احتمالات الإنجاب تكون:
- 50% أطفال سليمين.
- 50% أطفال يحملون السمة (التلاسميا الصغرى)

وبذلك فليس هناك خطر من إنجاب طفل مريض بالتلاسيميا الكبرى.
2-إن زواج شخص يحمل سمة التلاسيميا (التلاسميا الصغرى) من شخص يحمل أيضا السمة فإن احتمالات الإنجاب تكون:
- 25% أطفال سليمين.
- 50% أطفال يحملون السمة.
- 25% أطفال مرضى بالتلاسيميا الكبرى.

3-إن زواج شخص مريض بالتلاسيميا الكبرى من شخص سليم فإن احتمالات الإنجاب تكون:
- 100% أطفال يحملون السمة.

وبذلك فليس هناك خطر من إنجاب طفل مريض بالتلاسيميا الكبرى.
4-إن زواج شخص مريض بالتلاسيميا الكبرى من شخص يحمل السمة فإن احتمالات الإنجاب تكون:
- 50% أطفال يحملون السمة.
- 50% أطفال مرضى بالتلاسيميا الكبرى.

5-إن زواج شخص يحمل سمة التلاسيميا من شخص يحمل إشارة فقر الدم المنجلي فإن احتمالات الإنجاب تكون:
- 25% أطفال سليمين.
- 25% أطفال يحملون سمة التلاسيميا.
- 25% أطفال يحملون إشارة فقر الدم المنجلي.
- 25% أطفال مصابون بمرض التلاسيميا-فقر الدم المنجلي